# Фолікулярна B клітина
Фолікулярні В-клітини (FO B-клітини) — це тип В-клітин, які знаходяться в первинних і вторинних лімфоїдних фолікулах (що містять зародкові центри) вторинних і третинних лімфоїдних органів, включаючи селезінку та лімфатичні вузли. Вважається, що фолікулярні В-клітини беруть участь у реакції вироблення антитіл.
Зрілі В-клітини селезінки можна розділити на дві основні популяції: FO В-клітини, які становлять більшість, і В-клітини крайової зони, що розташовані поза крайовим синусом і межують з червоною пульпою. FO B-клітини експресують високі рівні IgD і CD23; нижчі рівні CD21 і IgM; і не мають CD1 або CD5, що легко відрізняє цю популяцію компартмент від В1 В-клітин і В-клітин маргінальної зони. FO В-клітини організовуються в первинні фолікули В-клітинних зон, зосереджені навколо фолікулярних дендритних клітин у білій пульпі селезінки та у кортикальних зонах периферичних лімфатичних вузлів. Мультифотонні зображення лімфатичних вузлів в реальному часі вказують на безперервний рух FO B-клітин у цих фолікулярних областях зі швидкістю ~6 мкм на хв. Останні дослідження вказують на їх переміщення вздовж відростків фолікулярних дендритичних клітин, що розглядається як "система наведення" для зрілих В-клітин у стані спокою в периферичних лімфатичних вузлах. На відміну від свого аналога В-клітин маргінальної зони, FO B-клітини вільно рециркулюють, складаючи >95% B-клітин у периферичних лімфатичних вузлах.
Різноманітність В-клітинних рецепторів фолікулярних В-клітин також з’являється при позитивному відборі під час їх остаточного дозрівання в селезінці. Ця різноманітність значно ширше, ніж у клітин B1, В-клітин, і B-клітин маргинальної зони. Ще важливіше те, що FO B-клітини вимагають допомоги CD40-CD40L-залежні фолікулярних Т-хелперів В клітин, що сприє ефективним первинним імунним відповідям, перемиканню классів імуноглобулінів, а також створюванню високоафінної В-клітинної пам’яті.